# Julien Fanthou
 (août 2022).
La mise en forme du texte ne suit pas les recommandations de Wikipédia : il faut le « wikifier ».
Les points d'amélioration suivants sont les cas les plus fréquents :
- Les titres sont pré-formatés par le logiciel. Ils ne sont ni en capitales, ni en gras.
- Le texte ne doit pas être écrit en capitales (les noms de famille non plus), ni en gras, ni en italique, ni en « petit »…
- Le gras n'est utilisé que pour surligner le titre de l'article dans l'introduction, une seule fois.
- L'italique est rarement utilisé : mots en langue étrangère, titres d'œuvres, noms de bateaux, etc.
- Les citations ne sont pas en italique mais en corps de texte normal. Elles sont entourées par des guillemets français : « et ».
- Les listes à puces sont à éviter, des paragraphes rédigés étant largement préférés. Les tableaux sont à réserver à la présentation de données structurées (résultats, etc.).
- Les appels de note de bas de page (petits chiffres en exposant, introduits par l'outil «  Source ») sont à placer entre la fin de phrase et le point final[comme ça].
- Les liens internes (vers d'autres articles de Wikipédia) sont à choisir avec parcimonie. Créez des liens vers des articles approfondissant le sujet. Les termes génériques sans rapport avec le sujet sont à éviter, ainsi que les répétitions de liens vers un même terme.
- Les liens externes sont à placer uniquement dans une section « Liens externes », à la fin de l'article. Ces liens sont à choisir avec parcimonie suivant les règles définies. Si un lien sert de source à l'article, son insertion dans le texte est à faire par les notes de bas de page.
- La présentation des références doit suivre les conventions bibliographiques. Il est recommandé d'utiliser les modèles {{Ouvrage}}, {{Chapitre}}, {{Article}}, {{Lien web}} et/ou {{Bibliographie}}. Le mode d'édition visuel peut mettre en forme automatiquement les références.
- Insérer une infobox (cadre d'informations à droite) n'est pas obligatoire pour parachever la mise en page.

Pour une aide détaillée, merci de consulter Aide:Wikification.
Si vous pensez que ces points ont été résolus, vous pouvez retirer ce bandeau et améliorer la mise en forme d'un autre article.
Julien Fanthou, aussi connu sous le pseudonyme de Patachtouille est un chanteur, danseur et artiste de cabaret français, né en 1976

## Biographie
Après sa formation au CNR de Montpellier puis à la Schola Cantorum, il entame une carrière de chanteur d'opéra. Il collabore avec Opéra éclaté et est dirigé par des metteurs en scène tels que Michel Fau, Olivier Desbordes, Éric Perez ou Juan Kruz Díaz de Garaio Esnaola et chante ainsi sous les baguettes de Dominique Trottein, Joël Suhubiette, Jacques Mercier et Serguey Svoysky.
En 2008, il reçoit le premier prix d'excellence de la Fondation Bellan et une mention très bien au master 2 « Art du récital » consacré au répertoire du Lied et de la mélodie sous la direction de Brigitte François-Sappey à la Sorbonne (mémoire intitulé Spectre et fantasmes).
En 2015, il danse Numéros macabres et Revue macabre, une création chorégraphique d’Aurélien Richard. Il chante régulièrement dans la Compagnie lyrique les Monts du Reuil
Il fait son entrée au cabaret Madame Arthur sous le nom de créature de Patachtouille. Aux côtés d'artistes comme Monsieur K, Luc Bruyère, Charly Voodoo, Corinne, L'Oiseau joli ou Tony Blanquette, il propose des reprises de chansons en français, d'époque ou plus modernes, interprétées au piano-voix et à l'accordéon souvent mis en scène ou accompagné par des artistes divers comme Olivier Py, François Chaignaud ou encore Pierre Richard.
Parallèlement, il s'investit dans des projets plus personnels, comme Le Goujon Folichon, spectacle musical co-écrit avec Caroline Loeb crée 2014, dans lequel il est accompagné par Gérald Elliott.
En 2019, il fait une apparition dans le film de Cédric Le Gallo et Maxime Govare, Les Crevettes pailletées.
En 2021, il est invité au Festival d'Avignon dans le cadre des Sujets à Vifs, il y crée Plastic Platon en duo avec Juglair.

## Spectacles

### Chanteur
- 2021 : Cabaret canaille, conception Julien Fanthou, Cirque-Théâtre d'Elbeuf
- 2021 : Plastic Platon, conception Julien Fanthou et Juglair, Festival d'Avignon et tournée
- 2021 : Le Cabarêve des Établissements Félix Tampon, mise en scène Alain Reynaud
- 2021 : Madame ose Bashung, conception Sébastien Vion, Le Divan du Monde
- 2020 : Le Cabaret chantant - Les Ets Félix Tampon, mise en scène Alain Reynaud
- 2019 : Madame Arthur titille les Rita Mitsouko, mise en scène Ingrid Astier et Pierre Richard, Le Divan du Monde

- 2018 : Goujon folichon, mise en scène de Caroline Loeb[9], tournée
- 2018 : Suivez le guide, mise en scène Alain Reynaud et Eric Louis, Festival d'Alba-la-Romaine

- 2018 : Patachtouille à draps ouverts, conception Julien Fanthou, Le Divan du Monde
- 2018 : Les Établissements Félix Tampon, Festival d'Alba-la-Romaine
- 2018 : Au cabaret des Poilus !, d'après Charles Péguy, direction musicale Hélène Clerc-Murgier, Pauline Warnier, Compagnie lyrique les Monts du Reuil, mise en scène de Constance Larrieu
- 2015 : Le Soldat magicien, direction musicale Hélène Clerc-Murgier, Pauline Warnier, Compagnie lyrique les Monts du Reuil,mise en scène Juan Kruz Díaz de Garaio Esnaola
- 2015 : Raoul Barbe-Bleue, direction musicale Hélène Clerc-Murgier, Pauline Warnier, Compagnie lyrique les Monts du Reuil,mise en scène Juan Kruz Díaz de Garaio Esnaola
- 2014 : Le Docteur Sangrado, direction musicale Hélène Clerc-Murgier, Pauline Warnier, Compagnie lyrique les Monts du Reuil,mise en scène Juan Kruz Díaz de Garaio Esnaola
- 2014 : Le Mariage secret, mise en scène Nathalie Spinosi
- 2013 : Don Juan de Mozart, mise en scène d'Éric Perez
- 2012 : La Flûte enchantée de Mozart, mise en scène d'Éric Perez
- 2011 : Rigoletto de Giuseppe Verdi mise en scène de Michel Fau

### Danseur
- 2015 : Revue macabre d'Aurélien Richard[3]
- 2015 : Numéros macabres d'Aurélien Richard

## Filmographie
- 2019 : Les Crevettes pailletées de Cédric Le Gallo et Maxime Govare

## Discographie
- 2020 : Quand te reverrai-je, pays merveilleux ? (en duo avec Caroline Loeb) - Les Bronzés font du ski (Maxi 45 tours - Label Panthéon)[10]